# Parti du combat solidaire
Le Parti du combat solidaire (Partido Encuentro Solidario, PES) est un parti politique mexicain de droite. Anciennement appelé Parti Combat Social (Partido Encuentro Social), il change de nom après avoir ré-obtenu son statut de parti politique national, qu'il avait perdu entre 2018 et 2020 du fait de son faible score aux dernières élections fédérales . Il dispose néanmoins de 21 députés à la Chambre des députés.
Fondé par Hugo Eric Flores Cervantes, un pasteur néo-pentecôtiste, en tant qu'association en 2003, il est ensuite enregistré comme parti politique dans l’État de Basse Californie en 2006. Il obtient ensuite le statut de parti politique national en 2014,.
En 2018, il fait partie de la coalition Ensemble nous feront l'Histoire, avec le Parti du travail et le Mouvement de régénération nationale, menée par Andrés Manuel López Obrador pour les élections fédérales de 2018. Bien que les élections permettent au parti d'obtenir 55 députés, sept sénateurs et un gouverneur, notamment du fait des accords électoraux de la coalition, le parti perd son statut de parti national en obtenant moins 3 % des voix, entraînant le départ de plusieurs de ses élus.

## Histoire
Le Parti du combat solidaire est créé par Hugo Eric Flores Cervantes, un pasteur néo-pentecôtiste affilié à "l’Église de La Maison bâtie sur le roc", qui a notamment soutenue Felipe Calderón durant sa campagne présidentielle de 2006.
D'abord créé sous la forme d'une association politique le 13 mai 2005, sous le nom de «Groupement Politique National du Combat social» (APN), celle-ci présente 30 candidats dans différents districts du pays. En 2006, le Conseil électoral de la Basse-Californie enregistre l'association en tant que parti politique sous le nom de "Combat Social - APN". Le nouveau parti présente ensuite six candidats à la députation dans cinq états lors des élections mexicaines de 2006.

Ancien logo utilisé jusqu'en 2020

Lors des élections de Basse-Californie du Sud en 2007, le parti s'allie avec le Parti action nationale et le Parti nouvelle alliance au sein de «l'Alliance pour la Basse-Californie» et remporte un siège au sein de la législature de l'état, ainsi que plusieurs sièges dans des conseils municipaux,. Cette alliance est d'ailleurs renouvelée pour les élections de 2010 et permet au parti d'être représenté dans un grand nombre de municipalités de l’état. 
Le PES décide néanmoins de changer d'alliance en rejoignant, en 2013, la coalition "Engagement pour la Basse Californie" composée du PRI, du PVEM et du PT, mais finalement battue par une coalition composée du PAN, du PRD et de NA. Cette défaite n'affecte cependant pas fondamentalement le parti, qui obtient même un deuxième député au sein de la législature de Basse-Californie.
Le 9 juillet 2014, le PES parvient à être enregistré comme parti politique national. 
Durant les élections fédérales de 2015, il obtient huit députés au sein de la Chambre des Députés.
Pour les élections fédérales en Mexique de 2018 le parti annonce intégrer la coalition "Ensemble nous ferons l'Histoire" de Morena et du PT, le 22 septembre 2017.
Après ne pas avoir réussi à franchir le seuil des 3 %, il perd finalement son statut de parti politique national en 2018.
La même année, la branche de Basse-Californie du parti change de nom et s'enregistre sous le nom de "Transformemos".
En 2020, les sections locales du PES parviennent à obtenir un nouvel enregistrement national du parti par l'Institut National Électoral sous le nom de Parti du combat solidaire (Partido Encuentro Solidario). 
Durant l'année 2021, le parti centre sa communication sur sa la promotion de la "Famille" et des valeurs conservatrices, comme le montre son nouveau slogan "Por la Familia y la Vida", et investit plusieurs candidats pour les élections intermédiaires que doit connaître le Mexique en juin 2021.

## Positions politiques
Bien qu'Hugo Eric Flores, le fondateur du PES, définisse celui-ci comme libéral et « sans idéologie religieuse, sans pour autant défendre un État laïc », le parti a connu plusieurs polémiques concernant l'influence du néo-pentecôtisme lié à son fondateur. 
Le parti utilisait notamment un Ichthus comme logo pour la Basse-Californie, avant de changer de logo au profit de trois silhouettes réunies.
Le parti s'est opposé à la légalisation de l'avortement, ou encore à l'adoption du mariage entre deux personnes du même sexe en Basse Californie.,,. En avril 2021, le PES réaffirme son opposition à l'avortement et se présente comme « l'unique organisation politique qui a pour principe de défendre la vie depuis sa conception ».
Le PES se définit comme n'étant ni de droite ni de gauche et assure avoir pris le meilleur des deux courants : « de la droite, nous retenons les libertés économiques, commerciales et de propriété, le respect de l’État de droit, les valeurs éthiques, morales et familiales. De la gauche, nous retenons la préoccupation et le dévouement pour ceux qui ont moins, la recherche de l'égalité, le respect des droits de l'homme. »
L’électorat du parti est issu de la classe moyenne évangélique.

## Résultats électoraux

### Chambre des Députés
| Élection | Disctricts | Disctricts | National  | National | Sièges   | Majorité relative | Repr. Proportionnel | Présidence                  |
| Élection | Votes      | %          | Votes     | %        | Sièges   | Majorité relative | Repr. Proportionnel | Présidence                  |
| -------- | ---------- | ---------- | --------- | -------- | -------- | ----------------- | ------------------- | --------------------------- |
| 2015     | 1 319 203  | 3.49%      | 1 325 335 | 3.32     | 8 / 500  | 0                 | 8                   | Enrique Peña Nieto          |
| 2018     |            |            | 1 325 335 | 2.68     | 56 / 500 | 56                | 0                   | Andrés Manuel López Obrador |
| 2021     |            |            | 1 352 544 | 2.75     | 0 / 500  | 0                 | 0                   |                             |

### Sénat de la République
| Élection | Arrondisement | Arrondisement | National  | National | Sièges  | Majorité relative | Repr. Proportionnel | Présidence                  |
| Élection | Votes         | %             | Votes     | %        | Sièges  | Majorité relative | Repr. Proportionnel | Présidence                  |
| -------- | ------------- | ------------- | --------- | -------- | ------- | ----------------- | ------------------- | --------------------------- |
| 2018     |               |               | 1 038 325 | 2.35     | 8 / 128 | 8                 | 0                   | Andrés Manuel López Obrador |